# Świętosława Swatawa
Świętosława Swatawa (ur. w latach 1041–1048, zapewne 1046–1048, zm. 1 września 1126) – polska księżniczka, żona Wratysława II, pierwsza królowa Czech.
Była jedyną córką Kazimierza Odnowiciela i jego żony Dobroniegi, siostrą Bolesława II Szczodrego, Władysława I Hermana, Mieszka i Ottona. Pod koniec 1062 roku została wydana za Wratysława II, księcia Czech. Małżeństwo to miało zapewnić neutralność Czech w konflikcie Polski z Niemcami. Po ślubie Świętosława przyjęła imię Swatawa (Svatava).
W 1085 roku cesarz Henryk IV nadał Wratysławowi II tytuł króla Czech (zdaniem Kosmasa z Pragi także króla Polski, lecz informacja ta jest kwestionowana przez większość badaczy). 15 czerwca 1085 lub 1086 roku w Pradze arcybiskup trewirski Engelbert koronował Wratysława II i Swatawę odpowiednio na króla i na królową Czech.
W 1092 roku owdowiała, ale nie zdecydowała się na powrót do ojczyzny. Pozostała w Czechach, prawdopodobnie korzystając tam z dóbr oprawnych. Co do ich położenia, wysuwa się hipotezy, że leżały we wschodniej części kraju (Antoni Gąsiorowski) albo, że stanowiły część dzielnicy znojemskiej (M. Gumowski). W czasie rządów pasierba, Brzetysława II, była odsunięta od tronu. W 1111 brała udział w negocjacjach między swoim synem Władysławem I a bratankiem, Bolesławem III Krzywoustym. W 1125 roku wraz z Ottonem, biskupem Bambergu, wpłynęła na umierającego Władysława I, aby mianował swoim następcą Sobiesława I.
Istniała hipoteza, że biła własną monetę w Czechach, ale nie ma ona wystarczających podstaw. Świętosława Swatawa zmarła 1 września 1126 roku. Została pochowana w kolegiacie wyszehradzkiej.

## Rodzina

### Potomstwo
Świętosława Swatawa była jednokrotnie zamężna. Z mężem – Wratysławem II miała pięcioro dzieci. Do nich należeli:
- Bolesław (ur. po 1062, zm. 1091), królewicz czeski, książę ołomuniecki,
- Borzywoj II (ur. ok. 1064, zm. 2 lutego 1124), książę Czech,
- Władysław I (ur. ?, zm. 12 kwietnia 1125), książę Czech,
- Sobiesław I (ur. w okr. 1086–1087, zm. 14 lutego 1140), książę Czech,
- Judyta Przemyślidka (ur. ?, zm. 9 grudnia 1108), królewna czeska, żona Wiprechta z Grójca.

## Genealogia
| Mieszko II Lambert ur. 990 zm. 10 lub 11 V 1034 | Mieszko II Lambert ur. 990 zm. 10 lub 11 V 1034 |                                                       |                                                       | Rycheza ur. ok. 993 zm. 21 III 1063 | Rycheza ur. ok. 993 zm. 21 III 1063 |  |  | Włodzimierz I Wielki ur. ? zm. 15 VII 1015 | Włodzimierz I Wielki ur. ? zm. 15 VII 1015 |                                                 |                                                 | NN ur. ? zm. po 1018 | NN ur. ? zm. po 1018 |
|                                                 |                                                 |                                                       |                                                       |                                     |                                     |  |  |                                            |                                            |                                                 |                                                 |                      |                      |
|                                                 |                                                 |                                                       |                                                       |                                     |                                     |  |  |                                            |                                            |                                                 |                                                 |                      |                      |
|                                                 |                                                 | Kazimierz I Odnowiciel ur. 25 VII 1016 zm. 28 XI 1058 | Kazimierz I Odnowiciel ur. 25 VII 1016 zm. 28 XI 1058 |                                     |                                     |  |  |                                            |                                            | Dobroniega ur. w okr. 1010–1016 zm. 13 XII 1087 | Dobroniega ur. w okr. 1010–1016 zm. 13 XII 1087 |                      |                      |
|                                                 |                                                 |                                                       |                                                       |                                     |                                     |  |  |                                            |                                            |                                                 |                                                 |                      |                      |
|                                                 |                                                 |                                                       |                                                       |                                     |                                     |  |  |                                            |                                            |                                                 |                                                 |                      |                      |
|                                                 |                                                 |                                                       |                                                       |                                     |                                     |  |  |                                            |                                            |                                                 |                                                 |                      |                      |

|                                                     |                                                     | Wratysław II ur. po 1032 zm. 14 I 1092 OO 1062 | Wratysław II ur. po 1032 zm. 14 I 1092 OO 1062 | Świętosława Swatawa (ur. zap. 1046–1048, zm. 1 IX 1126) | Świętosława Swatawa (ur. zap. 1046–1048, zm. 1 IX 1126) |                                                 |                                                 |                                          |                                          |
|                                                     |                                                     |                                                |                                                |                                                         |                                                         |                                                 |                                                 |                                          |                                          |
|                                                     |                                                     |                                                |                                                |                                                         |                                                         |                                                 |                                                 |                                          |                                          |
|                                                     |                                                     |                                                |                                                |                                                         |                                                         |                                                 |                                                 |                                          |                                          |
| Bolesław Wratysławowic ur. po 1062 zm. 11 VIII 1091 | Bolesław Wratysławowic ur. po 1062 zm. 11 VIII 1091 | Borzywoj II ur. ok. 1064 zm. 2 II 1124         | Borzywoj II ur. ok. 1064 zm. 2 II 1124         | Władysław I ur. ? zm. 12 IV 1125                        | Władysław I ur. ? zm. 12 IV 1125                        | Sobiesław I ur. w okr. 1086–1087 zm. 14 II 1140 | Sobiesław I ur. w okr. 1086–1087 zm. 14 II 1140 | Judyta Przemyślidka ur. ? zm. 9 XII 1108 | Judyta Przemyślidka ur. ? zm. 9 XII 1108 |

### Źródła
- Kosmas, Kronika Czechów, Warszawa 1968.

### Opracowania
- Balzer O., Genealogia Piastów, Kraków 1895, s. 107–108.
- Gąsiorowski A., Świętosława-Svatava, [w:] Słownik starożytności słowiańskich, T. 5, 1975, s. 589.
- Grudziński T., Bolesław Szczodry, cz. 1, Toruń 1953, s. 67–68.
- Gumowski M., Swatawa, królowa czeska, [w:] Wiadomości Numizmatyczno-Archeologiczne, T. 17, 1935, s. 44–50.
- Jasiński K., Rodowód pierwszych Piastów, Warszawa-Wrocław 1992.